# Tix
Andreas Haukeland (født 12. april 1993) også kendt som Tix er en norsk sanger, sangskiver og producer. Han repræsenterede Norge ved Eurovision Song Contest 2021 i Rotterdam med sangen "Fallen Angel", hvor han kom på 18. pladsen.